# Ivko Ganchev
Ivko Ganchev, né le 21 juillet 1965, est un footballeur bulgare.

## Carrière
- 1999-00 : Rizespor  Turquie
- 1998-99 : Bursaspor  Turquie
- 1997-98 : Bursaspor  Turquie
- 1996-97 : Bursaspor  Turquie
- 1995-96 : Bursaspor  Turquie
- 1994-95 : Bursaspor  Turquie
- 1993-94 : Bursaspor  Turquie
- 1992-93 : Bursaspor  Turquie
- 1991-92 : Slavia Sofia  Bulgarie
- 1990-91 : Slavia Sofia  Bulgarie
- 1989-90 : Slavia Sofia  Bulgarie
- 1988-89 : PFK Beroe Stara Zagora  Bulgarie
- 1987-88 : PFK Beroe Stara Zagora  Bulgarie
- 1986-87 : PFK Beroe Stara Zagora  Bulgarie
- 1985-86 : PFK Beroe Stara Zagora  Bulgarie
- 1984-85 : PFK Beroe Stara Zagora  Bulgarie

## Sélections
- International (3 sélections 1993-1995) avec la  Bulgarie.